# Petit Bonhomme (St. Vincent)
Der Petit Bonhomme (dt.: „Kleines Männlein“) ist ein Berg auf der Karibikinsel St. Vincent im Staat St. Vincent und die Grenadinen. Er liegt im Inneren der Insel auf dem Gebiet des Parish Charlotte. Er hat eine Gipfelhöhe von 560 m.
Er ist Teil des gleichnamigen Gebirges mit dem größeren „Bruder“ Grand Bonhomme im Nordwesten.